# Morte de Lil Peep
Gustav Elijah Åhr, mais conhecido pelo nome artístico Lil Peep ou Peep, morreu no dia 15 de novembro de 2017, vítima de uma overdose fatal de anestésicos. O departamento médico confirmou a morte do artista no Arizona. Gustav era um ferrenho usuário de psicotrópicos. O departamento médico de Pima, no estado do Arizona, confirmou que a morte do artista foi resultado de uma combinação fatal de benzodiazepinas e anestésicos cirúrgicos.

## Circunstâncias
No dia 15 de novembro de 2017 o artista se encontrava em um ônibus, na turnê que estava fazendo. Resolveu dormir antes de um show que faria na cidade de Tucson, no estado do Arizona. Gustav iniciou o sono às 17h45 e, após alguns instantes, foi encontrado respirando pelo empresário que o deixou dormir por mais algum tempo. Na segunda checagem, o empresário relata ao site do artista que não conseguiu acordá-lo, após isto, o deixou dormir. Na terceira checagem o empresário percebeu que Peep não estava mais respirando. O empresário e os passageiros que se encontravam no ônibus junto com Lil Peep tentaram uma reanimação — obviamente sem sucesso.
O laudo médico especificou que Peep morreu com a combinação de alprazolam — benzodiazepina amplamente consumida para o tratamento de ansiedade — e fentanil — anestésico utilizado em centros cirúrgicos. Também foram encontrados resíduos em seu sangue de uso de cocaína, maconha, tramadol, oxicodona e outras substâncias listadas em seu obituário.
O departamento médico de Pima afirmou que a morte foi acidental.

### Abuso de drogas
Lil Peep era conhecido por vulgarizar o uso de alprazolam em suas redes sociais. Gravou um vídeo para o snapchat 6 horas antes de sua morte em que afirmava ter "tomado seis comprimidos de xanax", uma dose surreal para quem sofre com ansiedade diagnosticada. Foram encontrados 143 ng/ml de alprazolam na corrente sanguínea de Lil Peep. A dose terapêutica é de 10 até 40 ng/ml.
Lil Peep também fez uso de fentanil, droga que por outro lado não propagava em suas redes sociais. Foram encontrados 7,6 ng/ml de fentanil na corrente sanguínea de Lil Peep. A dose terapêutica é de 1 até 3 ng/ml.
Lil Peep também teve documentado o uso de cocaína em sua corrente sanguínea na hora da morte (não como substância que teve influência em sua morte por overdose). Foi documentado que o metabólito da cocaína — benzoilecgonina — listava 203 ng/ml na corrente sanguínea de Peep (normal ate 100ng/ml).
Após o teste de urina, foi confirmado também o uso de maconha — substância que não teve influência na morte de Peep e que era vulgarizada pelo artista em suas redes sociais. O nível de 11-nor-9-carboxy-delta9-tetrahydrocannabinol — abreviado para THC-COOH — foi documentado em 49,2 ng/ml. Este último obtido através de exame de urina. O nível de THC listado foi de 3,4 ng/ml.

## Relatos e homenagens
O primeiro relato de falecimento de Lil Peep veio pelo departamento médico legal de Pima (Arizona). O departamento recebeu o corpo do cantor pela equipe que lhe acompanhava na turnê.
Vários grandes artistas na indústria musical prestaram suas condolências à Åhr, incluindo Diplo, Post Malone, Wiz Khalifa, Pete Wentz, Marshmello, Zane Lowe, A$AP Nast, Rich Brian, Playboi Carti, Ugly God, Lil Uzi Vert, Bella Thorne, Sam Smith, Lil Pump, Mark Ronson, Trippie Redd, Lil Tracy, Lil Xan e XXXTentacion. A banda Good Charlotte prestou sua homenagem lançando um cover de sua música mais popular "Awful Things", tocada ao momento de seu funeral em Nova Iorque.
Sarah Stennett, CEO da First Access Entertainment disse sobre a morte de Lil Peep:
| “ | Estou chocada e de coração partido. Eu não acredito que Peep queria morrer, isso é tão trágico. Ele tinha grandes objetivos e sonhos para o futuro que compartilhou comigo, sua equipe, sua família e seus amigos. Ele era muito inteligente, extremamente criativo, extremamente carismático, gentil e charmoso. Ele tinha uma ambição enorme e sua carreira estava florescendo. Falei com a mãe dele e ela me pediu para transmitir que ela está muito, muito orgulhosa dele e de tudo que ele conseguiu em sua curta vida. Ela é verdadeiramente grata aos fãs e às pessoas que o apoiaram e amaram. | ” |

Sua mãe deu uma entrevista para todos, alguns dias após a morte de seu filho.

## Controvérsias e discussões
Segundo os laudos e relatos oficiais da morte de Lil Peep ele morreu da combinação de alprazolam com fentanil. Páginas no facebook e sites tendenciosos problematizaram o uso da droga ansiolítica e culparam as indústrias farmacêuticas. Obviamente o uso exagerado de Xanax levou a morte de Lil Peep, mas o complementar foi o uso de um anestésico cirúrgico sem supervisão. A FDA nunca autorizou o uso de fentanil fora de um ambiente hospitalar. A Drug Enforcement Administration (DEA) procurou a pessoa que concebeu fentanil para Lil Peep.

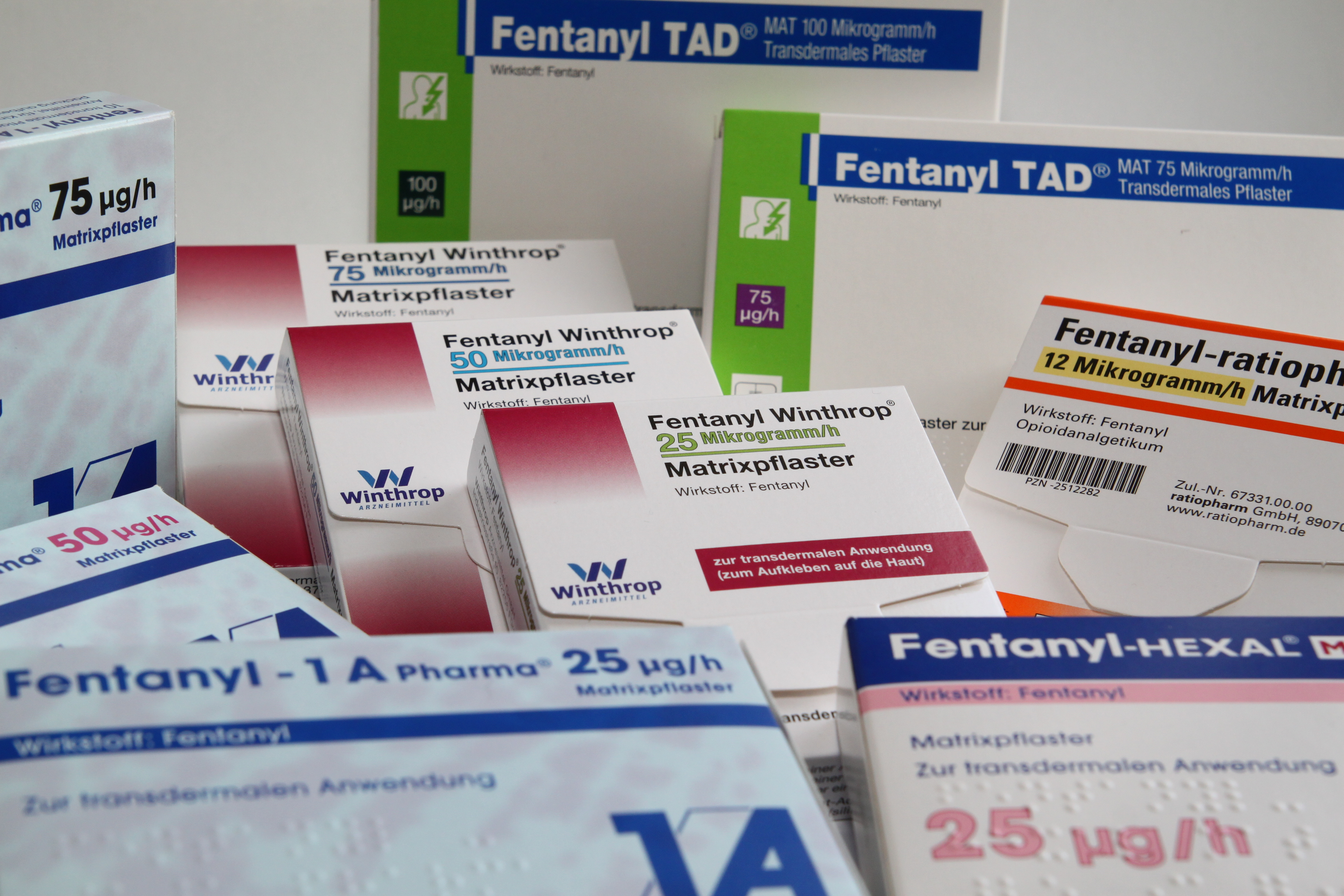
Caixas de Fentanil — anestésico utilizado por Lil Peep

A morte de Lil Peep gerou uma enorme discussão sobre a regulamentação e distribuição de drogas benzodiazepinas e outras substâncias com controle especial. Um dos sites alegou que a "indústria farmacêutica está criando uma epidemia no hip-hop com a prescrição de drogas letais aos rappers".